# Макарцов Олександр Павлович
Олександр Павлович Макарцов (15 вересня 1936, село Невдольськ, тепер Суземського району Брянської області, Російська Федерація — 23 січня 2008, місто Краснодон Луганської області) — український радянський діяч, новатор виробництва, бригадир бригади прохідників шахтопрохідницького управління № 2 тресту «Краснодоншахтобуд» Луганської області. Герой Соціалістичної Праці (2.03.1981). Член ЦК КПУ в 1986—1990 р.

## Біографія
Народився в родині колгоспників. У 1954 році закінчив середню школу та поступив до інституту. Невдовзі залишив навчання в інституті через важкі матеріальні умови. До 1955 року працював на лісоповалі в Комі АРСР.
У 1955—1958 роках — у Радянській армії. Після демобілізації переїхав у місто Краснодон Луганської області.
З 1958 року — прохідник, у 1960-х—1990-х роках — бригадир бригади прохідників шахтопрохідницького управління № 2 тресту «Краснодоншахтобуд» міста Краснодон Луганської області.
Член КПРС. Новатор виробництва. Брав участь в будівництві і реконструкції шахт «Таловська», «Молодогвардійська», «Дуванна», «Баракова», «1-а Суходольська», «2-а Суходольська», «Суходольська—Східна», «Самсонівська—Західна», «1-а Ворошиловградська», «Довжанська—Капітальна», «Червоний партизан».
З 1990-х років — на пенсії в місті Краснодоні Луганської області.

## Нагороди
- Герой Соціалістичної Праці (2.03.1981)
- два ордени Леніна (1976, 2.03.1981)
- орден Трудового Червоного Прапора (1971)
- знак «Шахтарська слава» трьох ступенів
- медалі